# Dimos Apokoronas
Dimos Apokoronas (Apokoronas) är en kommun i Grekland.   Den ligger i prefekturen Nomós Chaniás och regionen Kreta, i den södra delen av landet, 290 km söder om huvudstaden Aten. Antalet invånare är 12 112.